# Grande incendio di Chicago
Il grande incendio di Chicago (in inglese: Great Chicago Fire) è stato un disastroso incendio nella città di Chicago che distrusse circa 9 km² della città dall'8 al 10 ottobre 1871.
L'incendio è storicamente considerato uno delle più grandi catastrofi statunitensi del XIX secolo, e vi persero la vita centinaia di persone. La ricostruzione, avvenuta immediatamente dopo l'estinzione dell'incendio, avviò un processo che portò Chicago ad essere una delle più importanti città americane.

## Origine

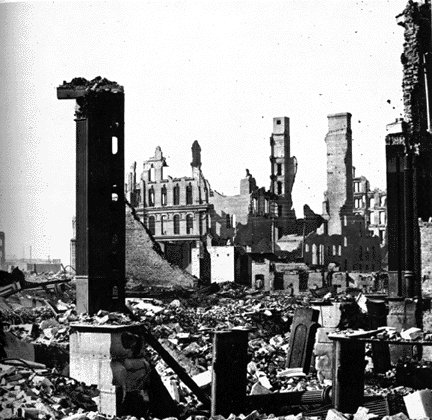
Macerie dopo l'incendio

Il fuoco ebbe origine intorno alle 21:00 di domenica 8 ottobre, in un edificio in legno adibito a stalla e granaio, di proprietà di Patrick e Catherine O'Leary, vicino alla DeKoven Street 137, allora una stretta via sterrata. Secondo la tradizione, a causare l'incendio fu una mucca che, calciando una lanterna, l'avrebbe fatta cadere sul fieno del pavimento, dando origine al disastro. Michael Ahern, il giornalista repubblicano che creò questa versione, ammise nel 1893 di aver inventato tutto per rendere la storia più colorita.
Il diffondersi del fuoco fu permesso dal massiccio uso del legno nella costruzione degli edifici, dal forte vento che soffiava verso nord-ovest, e la siccità che dominava in quei giorni. L'amministrazione cittadina compì a sua volta i propri errori, non reagendo con la dovuta velocità, con esiti fatali.

## Diffusione

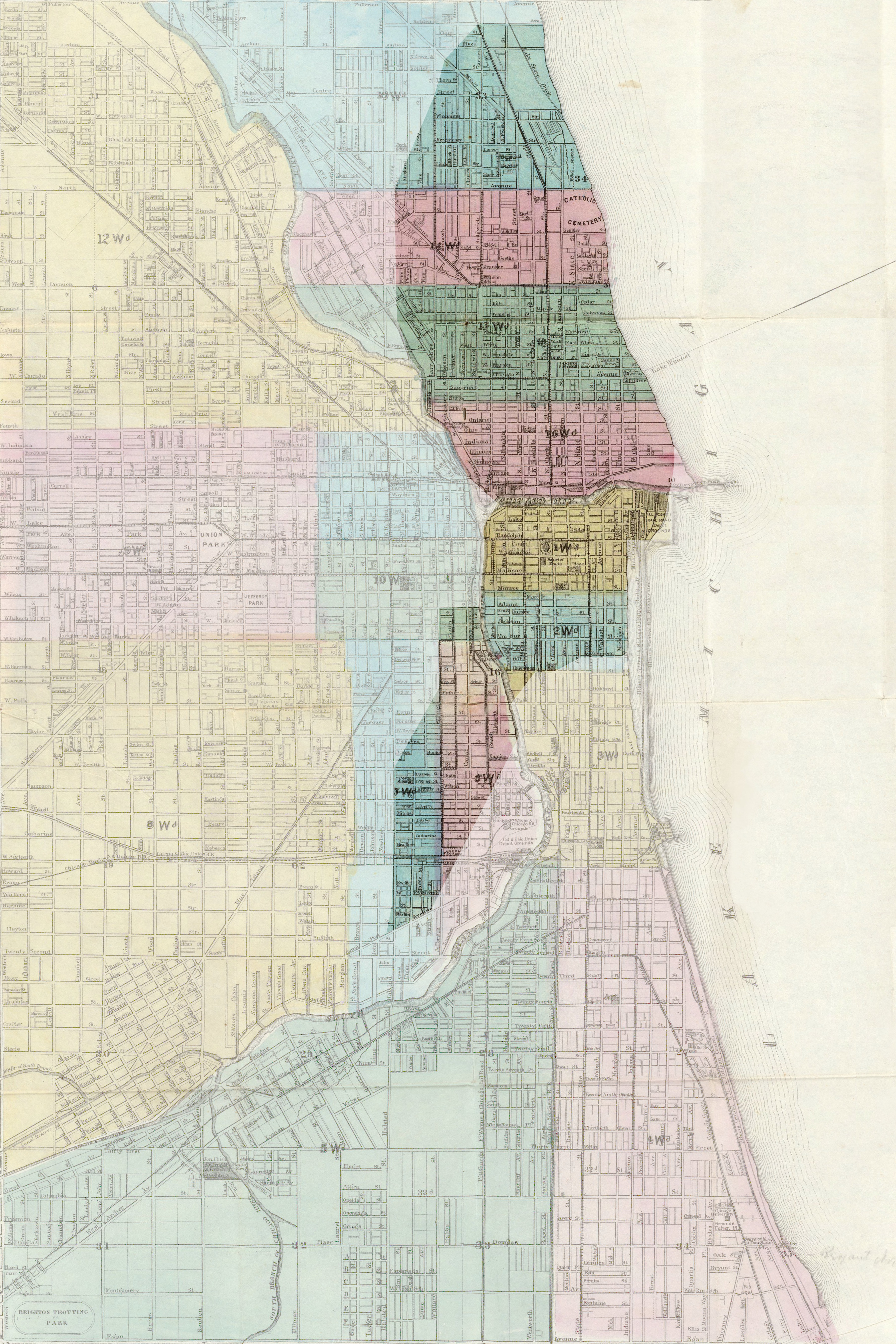
La mappa di Chicago nel 1871. L'area più scura è stata interamente distrutta dal disastro

I vigili del fuoco non risposero alla prima segnalazione, mandata da una farmacia verso le 21:40, pensando che la nuvola di fumo nel cielo provenisse da un incendio del giorno prima. Solo quando il fuoco guadagnò territorio i vigili del fuoco si resero conto che si trattava di un nuovo incendio, e mandarono le pompe, ma nella direzione sbagliata.
Seguirono vari tentativi di fermare le fiamme, ma tutti fallirono, contrastati dal clima, caldo e secco, ed il forte vento che aiutava la diffusione delle fiamme. Il sindaco di Chicago arrivò addirittura al punto di chiedere aiuto alle città limitrofe, ma a quel punto l'incendio era troppo vasto da contenere. Dal momento che l'incendio distrusse anche l'acquedotto, i pompieri rinunciarono allo spegnimento delle fiamme, e il disastro continuò ad espandersi attraversando anche il fiume di Chicago, il Chicago River.
Presi dal panico, i cittadini cominciarono a scappare e di conseguenza il sindaco, per calmare il clima che si era formato, mise la città sotto legge marziale. Inoltre, in molti fuggirono in direzione del braccio più largo del Chicago River, sperando di attraversarlo e di essere finalmente al sicuro, ma l'incendio aveva raggiunto tali proporzioni da permettere il formarsi di una cosiddetta ruota, ovvero una parte di esso che si stacca e si sposta indipendentemente, che "scavalcò" il fiume piombando sull'altra riva. Il fuoco alla fine si estinse, aiutato dai venti in diminuzione e una lieve pioggia che cadde lunedì notte.
Più di 120 km di strade vennero distrutte, 190 km di marciapiedi, 2 000 lampioni, 17 500 edifici, e 222 milioni di dollari di proprietà, circa un terzo del valore dell'intera città. Di 300 000 abitanti, 90 000 restarono senza abitazione. Si disse che il fuoco superò addirittura in potenza distruttiva l'incendio di Mosca del 1812. Dopo lo spegnimento, furono recuperati 125 corpi, per un totale stimato di 200-300 vittime (che, considerata la portata del disastro, è un numero piuttosto piccolo); dopo l'incendio, infatti, diversi disastri portarono via parecchie più vite, dall'incendio del teatro Iroquois nel 1903 (600 vittime) all'affondamento di una nave sul Chicago River, nel 1915 (835 vittime).
La ricostruzione fu repentina, e durò qualche anno; tra gli edifici costruiti ex novo, va menzionato l'Home Insurance Building, il primo grattacielo della storia.

## Al cinema
Nel 1937, la 20th Century Fox produsse il film In Old Chicago (distribuito in Italia con il titolo L'incendio di Chicago) che ricostruiva, attraverso la storia di una famiglia di immigrati irlandesi, la Chicago degli anni settanta dell'Ottocento. Interpretato da Tyrone Power, Don Ameche, Alice Brady e Alice Faye, il film era diretto da Henry King.